# Vegas Club
Vegas Club foi uma casa noturna localizada na região do Baixo Augusta em São Paulo. O estabelecimento foi inaugurado em 2005 na Rua Augusta, 765, num galpão que era usado como estacionamento. Sua última festa realizada em 14 de abril de 2012.

## História
No meio dos anos 2000, os empresários Facundo Guerra e José Tibiriçá uniram-se para inaugurar o Vegas Club na então degradada região do Baixo Augusta. A aposta teve sucesso, e em pouco tempo, o estabelecimento tornou-se ponto de encontro da juventude da cidade.
Após o sucesso do Vegas, diversos bares e casas noturnas foram inaugurados na região.

## Fechamento
Em 16 de abril de 2012, o empresário Facundo Guerra, responsável pela casa noturna, divulgou nota informando o fechamento do estabelecimento devido à decisão dos proprietários do imóvel de vender o local.
Na nota divulgada, o empresário afirma que, como inquilino, não teve como cobrir a milionária oferta de compra do imóvel, decorrente da especulação imobiliária na região.